# Araneus ejusmodi
Araneus ejusmodi là một loài nhện trong họ Araneidae.
Loài này thuộc chi Araneus. Araneus ejusmodi được Friedrich Wilhelm Bösenberg & Embrik Strand miêu tả năm 1906.